# Lena Braun

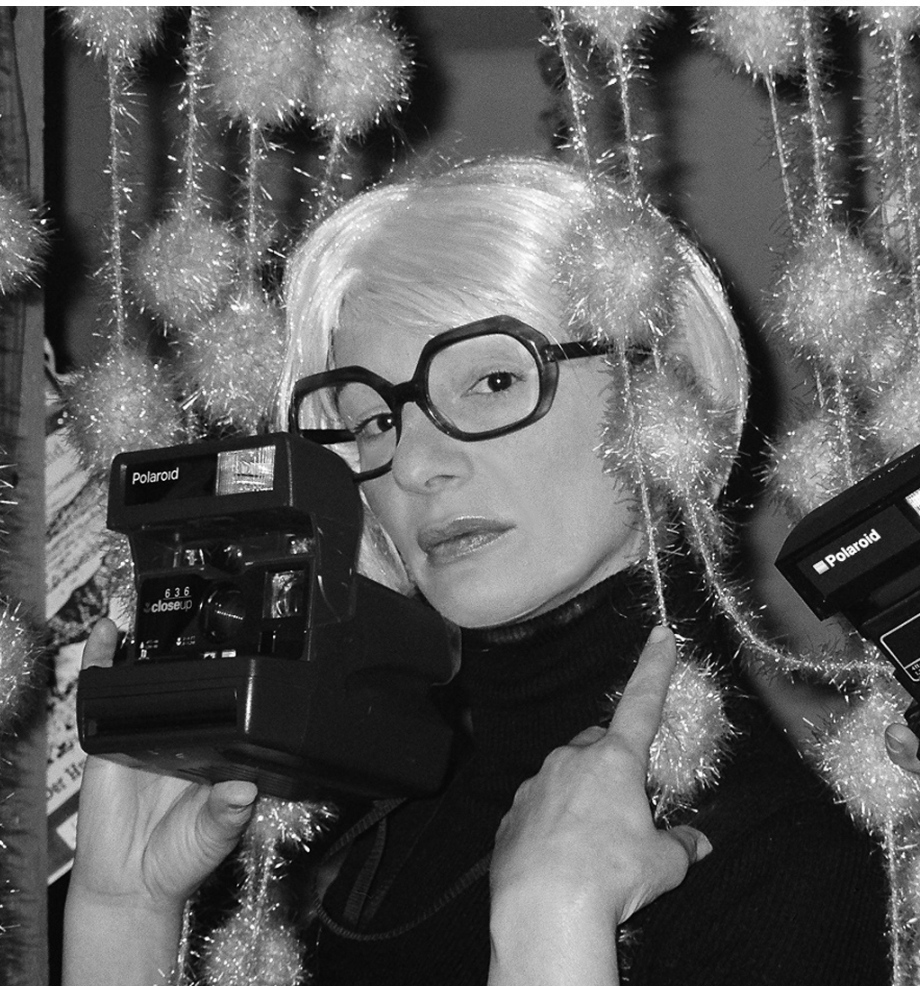
Lena Braun als Andy Warhol

Lena Braun (* 4. April 1961 in Wuppertal) ist eine deutsche Künstlerin, Kuratorin und Autorin. Braun arbeitet genreübergreifend und gilt als Diva der Berliner Kunstszene.

## Leben und Werk
Braun wuchs in Hattingen an der Ruhr auf. 1981 begann sie ein Studium der Germanistik, Publizistik und Philosophie an der Freien Universität in Berlin, das sie 1987 mit einer Magisterarbeit über den Roman „Die Tigerin“ von Walter Serner abschloss.

Lena Braun im Barbiche, Berlin. Foto: Elfi Mikesch

1988 eröffnete sie den ersten ihrer bislang neun Kunsträume in Berlin, benannt nach Bichette, der weiblichen Hauptfigur in Serners Roman „Die Tigerin“. Die Zeitschrift Kunstforum International beschrieb das Bichette als „Treffpunkt für die junge experimentierfreudige Kunstszene Berlins“. Das Bichette legte den Grundstein für Brauns Reputation als „echte Diva des Berliner Kulturbetriebs“. Einer ihrer Kunsträume, das Boudoir in Berlin-Mitte, wurde vom Museum of Modern Art in New York mit einer großen Ausstellung gewürdigt.
1993 gründete sie die Queen Barbie Loge, das weibliche Pendant zur Lord Jim Loge von u. a. Martin Kippenberger, Jörg Schlick und Albert Oehlen. Die Loge, deren Vorsitz Braun bis 2009 führte, definierte sie in der Satzung als „Untergrundorganisation“ für Künstlerinnen. Die Loge trat durch Ausstellungen, Performances und Showformate in Erscheinung, die auf die Unterwanderung von Sexismus zielten.
Parallel zu ihrer kuratorischen Tätigkeit arbeitet Braun auch als freie Autorin und freischaffende Künstlerin. In den 1990er und 2000er Jahren veröffentlichte sie Kurzgeschichten, schrieb Drehbücher und Theaterstücke und wirkte in Filmen mit. 2013 gründete sie den Kunstbuch-Verlag Edition Fortyfour, in dem sie eigene literarische Arbeiten herausbringt.
Braun arbeitet interdisziplinär und versteht sich als Grenzgängerin zwischen den Kunstdisziplinen. Ihr künstlerisches Werk umfasst neben literarischen Texten auch Installationen, Performances und Collagen. Braun stellt sowohl in Deutschland als auch international aus, in den letzten Jahren u. a. am Kindl Zentrum für Zeitgenössische Kunst in Berlin (2017) und der Art Gallery der University of Maryland in den USA (2020).

## Kunsträume / Begehbare Installationen
Seit 1988 initiiert und kuratiert Lena Braun Kunsträume in Berlin. Die Räume sind konzipiert als begehbare Installationen – als ein artifizielles Environment, das Kunst in Szene setzt.
Auf das Bichette in Berlin-Kreuzberg folgte 1989 die Galerie Loulou Lasard mit hauseigener Performance-Gruppe in Berlin-Schöneberg und dann das Boudoir in Berlin-Mitte, das Lena Braun von 1992 bis 1995 kuratierte.
Das Boudoir residierte in einer ehemaligen Seifenfabrik und präsentierte Kunst in einem Ambiente, das inspiriert war von den semiprivaten Salons aristokratischer Damen im Frankreich des 18. und 19. Jahrhunderts. Markenzeichen war das riesige Himmelbett, das die Mitte des Kunstraums zierte. Das Boudoir war eine „Institution der Off-Kultur“, die auch international Aufsehen erregte: Auf Einladung des MoMa PS1 in New York kuratierte Lena Braun die Ausstellung „Boudoir in Exile“ am Broadway. Ihre Erfahrungen als Kuratorin des Boudoir inspirierten Braun zu einem ihrer Romane: "Bibby Nylong und der Klugklugxklan".

Lena Braun und Kitty Wild in der Performance "Die Geburt des Ladybird", 2012, Su de CouCou, Berlin

2003 eröffnete Braun den art space Barbie Deinhoff’s in Berlin-Kreuzberg. Der Name Barbie Deinhoff’s spielte mit dem der Baader-Meinhof-Bande, der Kunstraum fungierte auch als Domizil der Queen Barbie Loge.
Von 2009 bis 2014 führte sie die Galerie Su de Coucou in Berlin-Neukölln, danach von 2017 bis 2019 den Kunstraum Barbiche in Berlin-Schöneberg. Der Name „Barbiche“ (französisch für Ziegenbart)
war eine Hommage an die Tänzerin Valeska Gert und deren Lokal „Ziegenstall“ auf Sylt.
Seit 2020 führt sie ein Studio- und Atelierhaus in Kirchhain (Südbrandenburg), benannt nach Effi Briest, der Titelheldin des Romans von Theodor Fontane.
Das Medienecho auf Brauns Kunsträume fokussiert oft auf das Ambiente, in dem die Kunst präsentiert wird. So etwa sah der britische Guardian das Barbie Deinhoff’s als eine der zehn besten Kleinkunst-Spielorte Berlins. Die Zeit beschrieb das Boudoir als Mischung aus „Barbetrieb, Atelierparty, Galerie und Kunsthappening“.  Ein ähnlicher Tenor ist auch in der Welt, der taz, im Tagesspiegel und in der B.Z. zu finden. In einem Interview mit dem RBB beschrieb Braun diese Mischung als Programm: Ihre Kunsträume seien soziale Räume, die Kunstgenuss ermöglichen, ihn zugänglich machen auch jenseits elitärer Milieus.
Für die Ausstellung „Die Avantgarde von Heute als Salonkunst von Morgen“ im Kindl Zentrum für Zeitgenössische Kunst in Berlin gestaltete Braun eine begehbare Installation, die ihre Sicht auf ihre Räume reflektiert: „Es sind camp (Kunst)-artige Environments, die alternative queere Lebensentwürfe gestalten und klassische soziale Ausschlussmerkmale wie Alter, Herkunft oder Verkäuflichkeit suspendieren“
Art Spaces (Auswahl):
- 2017–2019: BARBICHE, Potsdamerstraße, Schöneberg, Berlin, Konzept
- 2009–2014: SU DE COUCOU, Weserstraße, Neukölln, Berlin,
- 2003–2007: BARBIE DEINHOFF’s, Schlesische Straße, Kreuzberg, Berlin
- 1991–1995: BOUDOIR, Brunnenstraße, Berlin-Mitte
- 1989: LOULOU LASARD, Crellestraße, Schöneberg, Berlin
- 1988: BICHETTE, Fürbringerstraße, Kreuzberg, Berlin

## Film
Lena Braun schrieb das Drehbuch und führte Regie für den Film Der Hellblaue Engel (1996). Sie wirkte in mehreren Filmen mit: in Nekromantik II (1989), Gender X (Premiere 2005 auf der  Berlinale) und B-Movie: Lust & Sound in West-Berlin 1979–1989 (2015).
2007 drehte sie den Kunstfilm „Hairspray II“, basierend auf dem gleichnamigen Film von John Waters. Braun führte Regie und spielte auch die Rolle der Mutter "Mom". Der Film wurde 2010 in Amsterdam und 2021 in Berlin gezeigt.

## Bühne: Theater und Performances

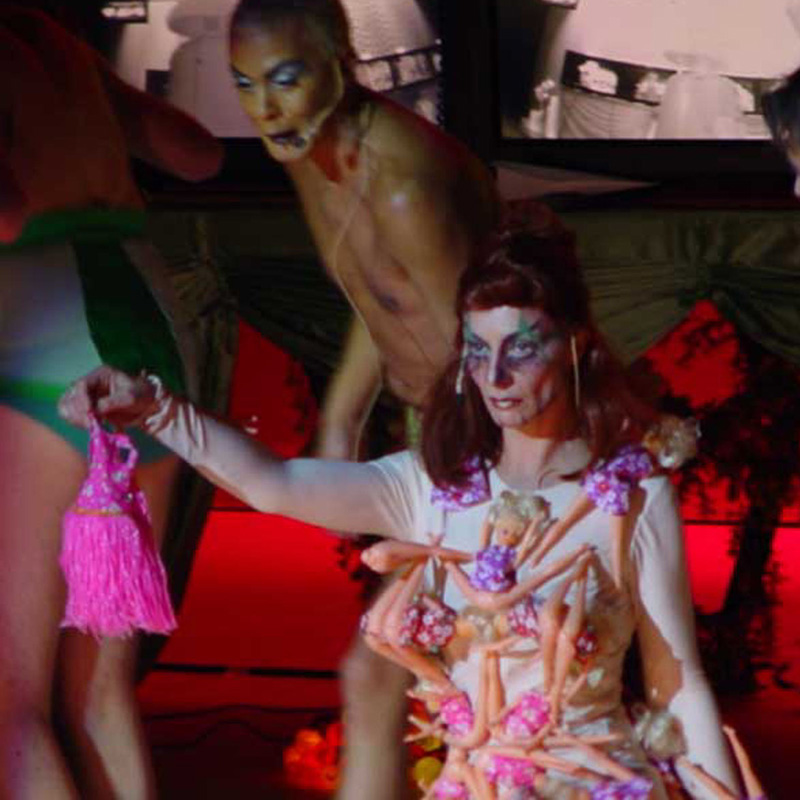
Lena Braun in der Pariser Aufführung von Ski-fi Jenni, einem Theaterstück von Robyn Orlin

Lena Braun war Darstellerin im Stück Ski-fi-jenni von Robyn Orlin, mit Vorstellungen unter anderem auf dem Montpellier Dance Festival und im Berliner Hebbel-Theater.
Lena Braun schrieb und produzierte auch eigene Theaterstücke (Buch/Produktion/Co-Regie mit Roger Jahnke): die Revue Ellis Bierbar für 43 Darsteller, aufgeführt im Sage Club und im SO 36 (1999), und The Queer Version of Nibelungen für 36 Darsteller, aufgeführt in den BKA Zelten in Berlin (2000).
Auf Einladung des österreichischen Kunst- und Kulturfestivals „Festival der Regionen“ führte sie 2003 ihren Einakter Die Hassfabrik zum Thema weiblicher Amoklauf auf, zusammen mit den Schwestern Brüll.
Braun schrieb das Theaterstück „Melancholie ist Luxus“, ein Actionplay mit fünf Schauspielerinnen: Auszüge daraus wurden 2006 vorgestellt in einer szenischen Lesung im Salon Noir, mit dem die Neue Nationalgalerie die Ausstellung Melancholie. Genie und Wahnsinn in der Kunst flankierte.
Zu Brauns Werk gehören auch theaterähnliche Performances mit detailliertem Script, unter anderem:
- All About Eve II, Berlin, 2009. Performerinnen: Lena Braun (Eve) und drei Ballerinas. Die Performance  revidiert die Vertreibung Evas aus dem Paradies und spricht die erste Frau der Welt heilig.[36]
- DIVAMANIA: Die Geburt des Ladybirds, Berlin, 2012. Performerinnen: Lena Braun (Marienkäferlarve) und Kitty Wild (Katzenjunges)[37].

## Literatur

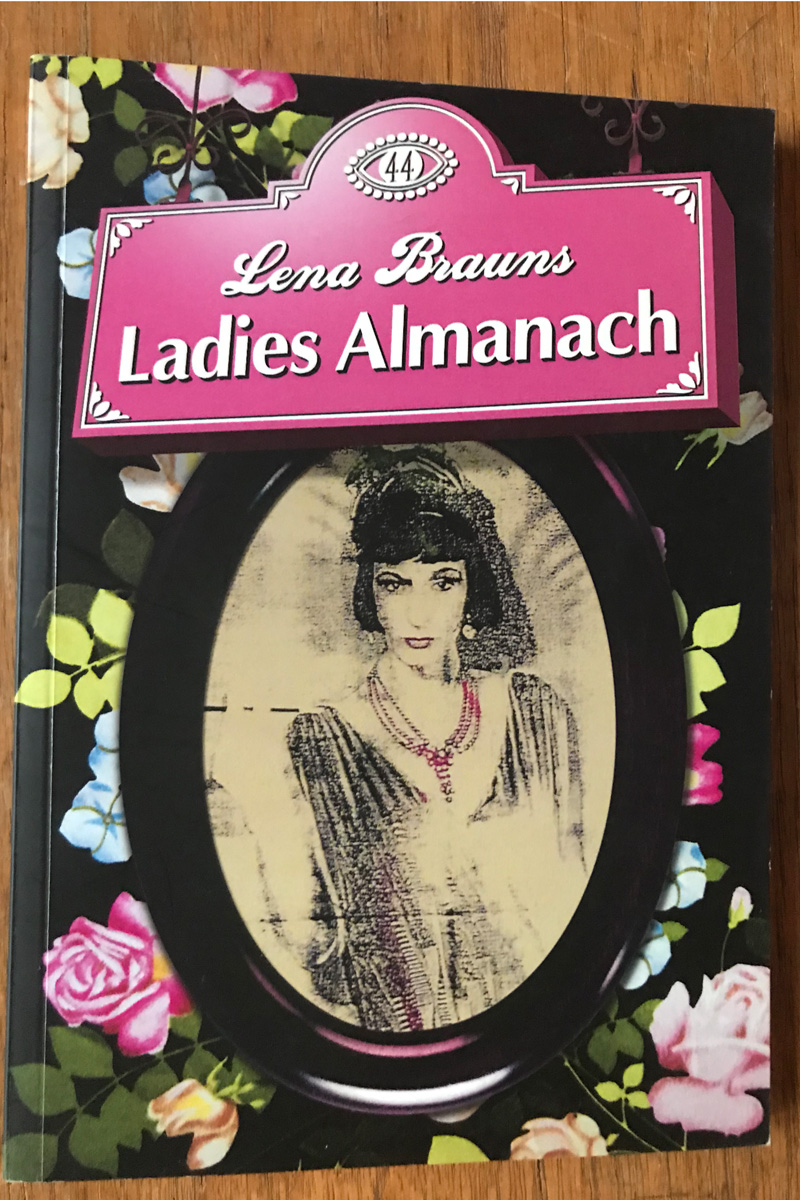
Ladies Almanach von Lena Braun (97 Seiten), mit Illustrationen versehen wie auch der Ladies Almanack von Barnes
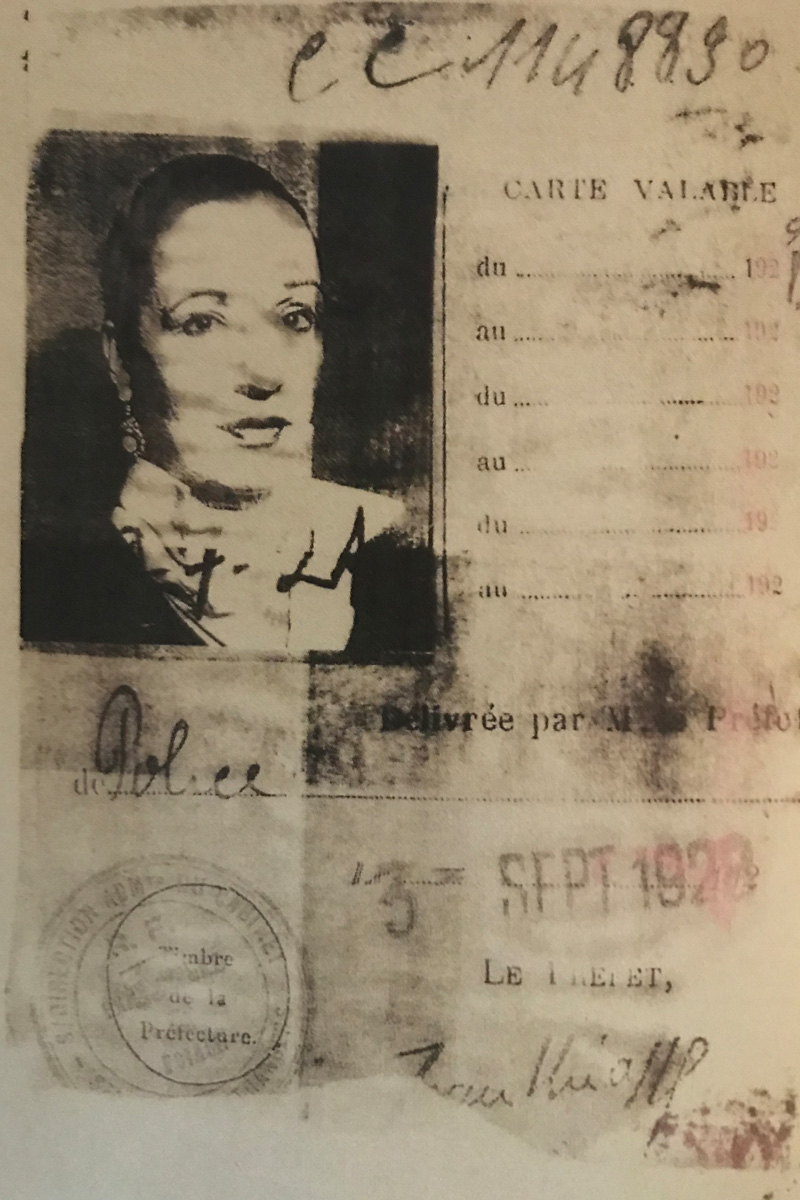
Lena Braun reinszeniert sich als Djuna Barnes auf ihrer Carte d'Identité
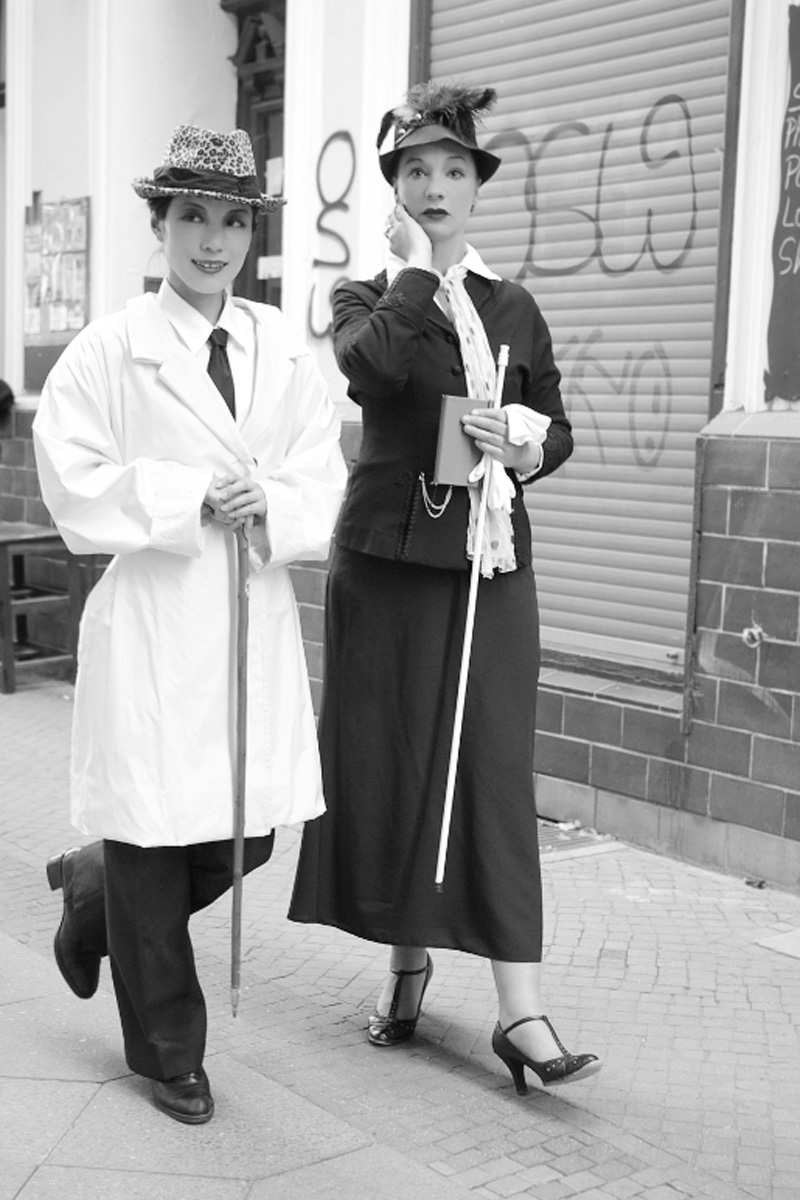
Lena Braun als Djuna Barnes, in einer Performance mit der Künstlerin Shou, die Charlie Chaplin spielt. Foto: Iris Weirich

### Texte und Publikationen
- 2017–2021 Roman (Doppelband), Hinterzimmer in Heaven I und II
- 2016 Konzept und Herausgabe des Kataloges Lena Braun Text, Bild, Bühne, ISBN 978-3-944865-15-7
- 2013 Gründung des Berliner Verlages EditionFortyFour. Herausgeberin / Autorin der Romane: Bibbi Nylong und der Klugklugxklan, Roman, Berlin ISBN 978-3-944865-02-7. Lena Brauns Ladies Almanach, Roman, Berlin ISBN 978-3-944865-00-3, Nachtschatten/Tyler, Roman, Berlin ISBN 978-3-944865-01-0
- 1999–2016 Theaterstücke: Weil es mir gefällt / Melancholie ist Luxus / Die Hassfabrik / The queer Version of Nibelungen / Ellis Bierbar
- 1999–2009 Herausgeberin von 36 Logenheften der Queen Barbie Loge, Copy Art
- 1998 Drehbuch "Rattentourismus zu Weihnachten" in der Anthologie: Weihnachten und andere Katastrophen, Ullstein, Berlin ISBN 3-548-24493-9
- 1993 Herausgeberin der Zeitschrift Boudoir des nous, Copy Art

## Unikatdrucke, Collagen, Installationen

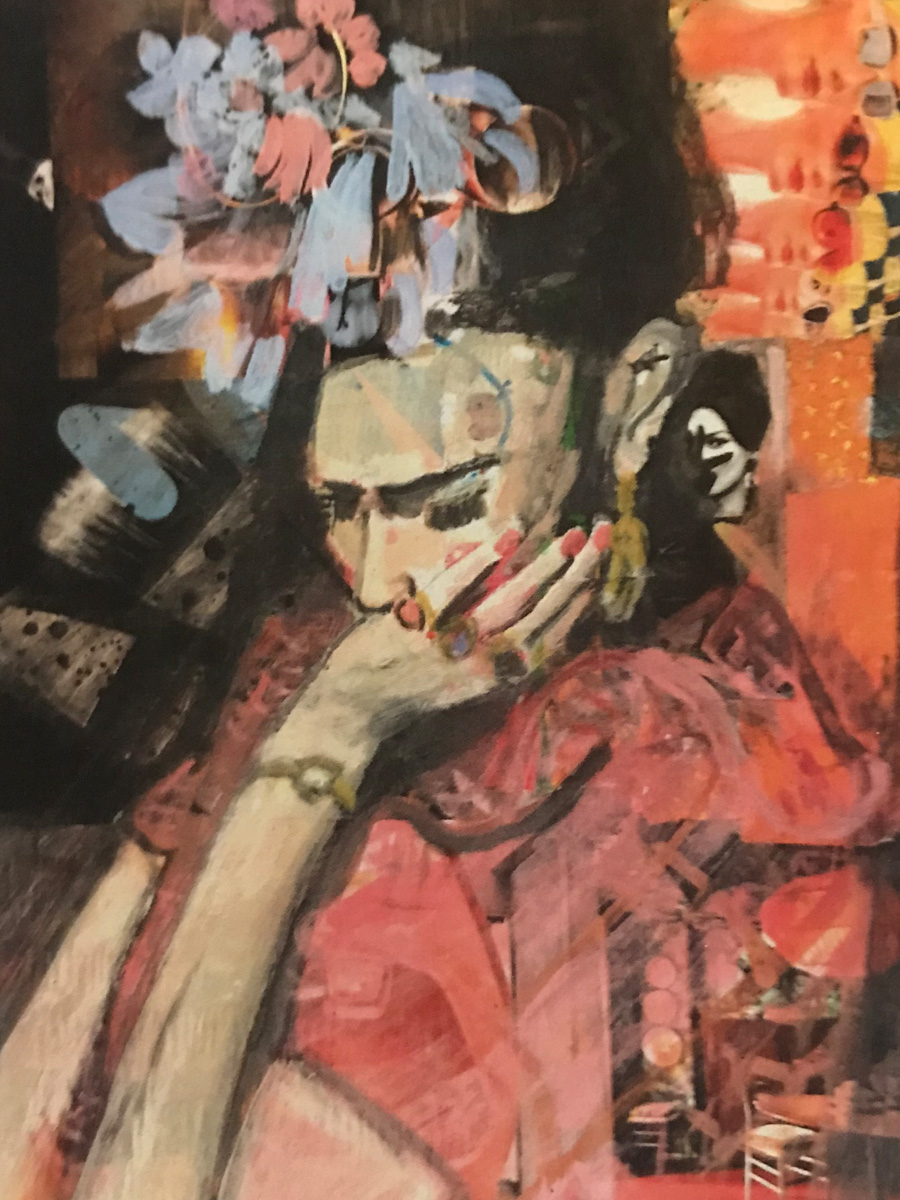
Lena Braun, Hommage à Frida Kahlo, Mixed Media, 2016

Lena Braun arbeitet genreübergreifend in den Bereichen der bildenden und darstellenden Kunst. Als Performancekünstlerin inszenierte sie sich u. a. als Djuna Barnes, Peggy Guggenheim, Anita Berber und Hedy Lamarr, um ihre eigene Sicht auf weibliche Biographien darzulegen:
„Ich bin Aktionistin, und ich schlüpfe in meinen Performances häufig in die Haut anderer, in die von Djuna Barnes zum Beispiel, von Peggy Guggenheim oder Angelika Kauffmann. Ich verleibe mir biografische Fetzen ein, und aus denen bildet sich nach und nach ein Gefühl, eine Wut, die die Wahrheit fühlt, aber nicht fassen kann. Ich recherchiere immer lange für diese Aktionen. Sie sind ein Wiederbelebungsversuch von Geschichte, oder sagen wir besser, von verdrängter und absichtlich falsch interpretierter Geschichte.“

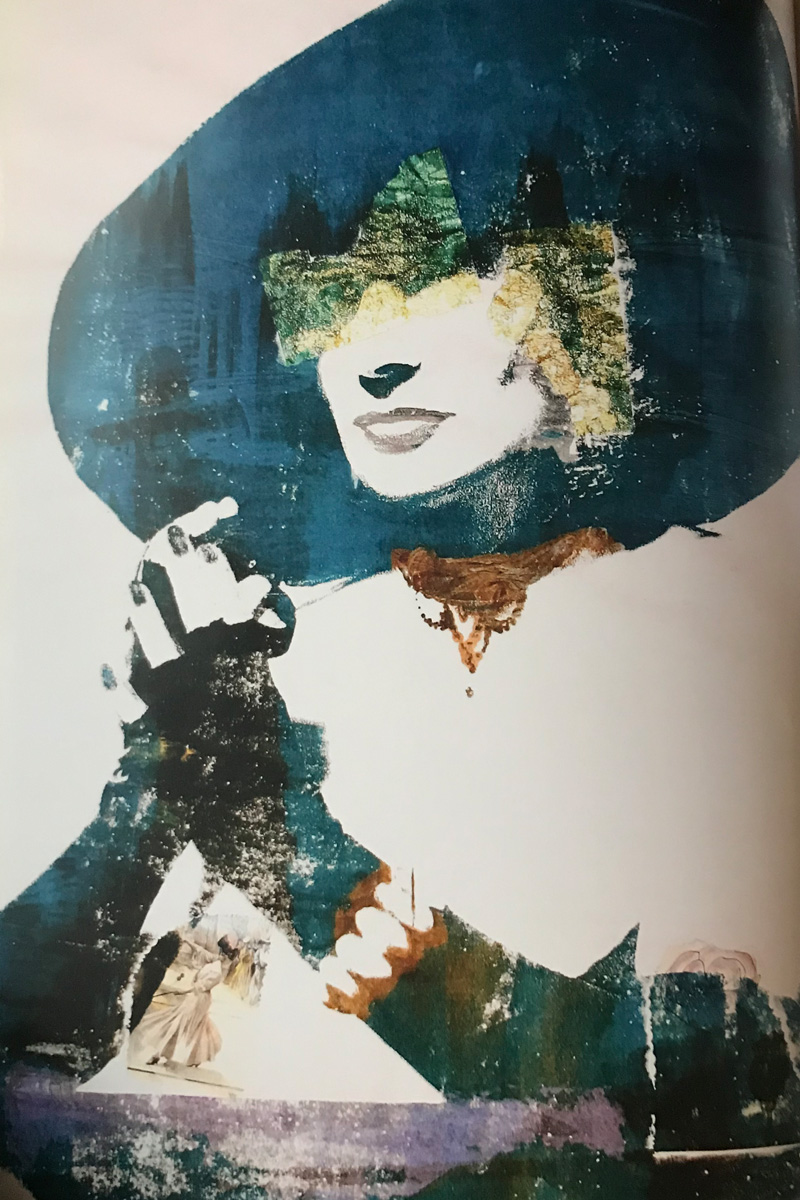
Lena Braun reinszeniert sich als Hedy Lamarr mit Hut, Serie: Divamania, 2012

Die bei Performances entstandenen Fotos wurden Grundlage von Unikatdrucken und Collagen. Die Werke Brauns waren auf Ausstellungen im In- und Ausland zu sehen, zuletzt 2020 in den USA: Dort wurden sie zusammen mit Arbeiten von Elsa von Freytag-Loringhoven im Rahmen der Ausstellung „The Art of Djuna Barnes“ gezeigt. Die Genres der Collage und der Installation haben bis heute eine zentrale Bedeutung in Brauns Werk, mit einer großen Bandbreite an Materialien, zu denen auch Fundstücke aller Art gehören.
So schuf sie eine begehbare Installation aus Ballkleidern vom Wiener Opernball, die 2017 in Berlin und 2021 auf der open art Lausitz ausgestellt wurde. Die Ballkleider hingen wie Fallschirme an der Decke des Ausstellungsraumes und luden Besucher ein, in sie hineinzukriechen, um die dort eingenähten Texte lesen zu können.

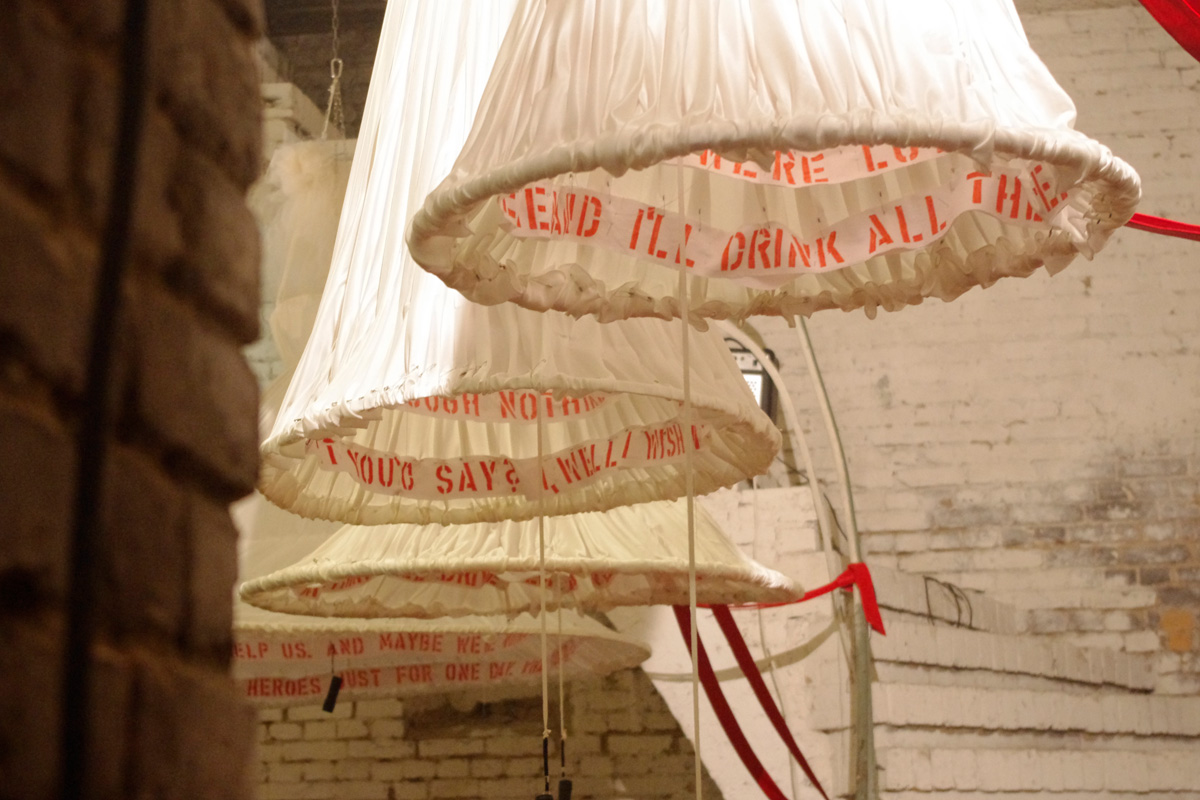
Lena Braun: Installation "Rettungsschirm oder Ballkleid", Ausstellung Superwomen II, Berlin 2017

Seit 2019 arbeitet Lena Braun zusätzlich mit den Ausdrucksmedien Web-Objekte und Beton-Skulpturen. Sie nahm das 100-jährige Bauhaus Jubiläum zum Anlass, dessen Geschlechterkodex – Beton für Männer, Weberei für Frauen – durch eigene Werke in beiden Medien außer Kraft zu setzen. Das Genre der Collage spielt auch dabei eine zentrale Rolle:
Die gewebten Arbeiten Brauns collagieren oft textile mit nicht-textilen Materialien. Ihre Betongüsse verewigen Fundstücke (Weggeworfenes ebenso wie Naturmaterialien oder Utensilien aus dem Nachlass der Brandenburgerin, deren Haus Braun 2020 als Studiohaus reanimierte) in skulpturalen Werken, die so zu einer Art Zeitkapsel werden und das, was mal war, bewahren und veredeln.

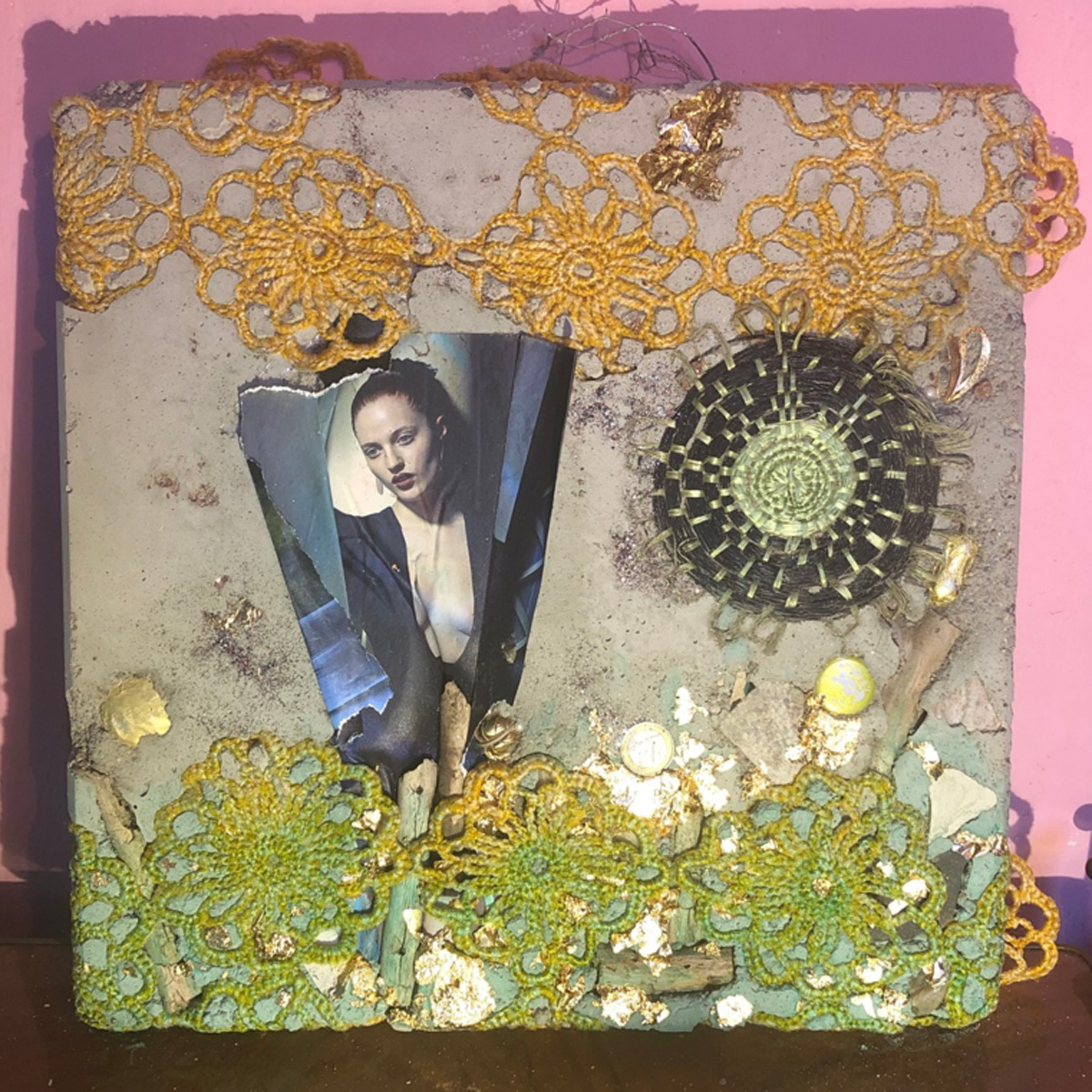
Lena Braun, Betonskulptur, 40 × 40 × 5 cm, 2020

## Ausstellungen

### Einzelausstellungen (Auswahl)
- 2019 Galerie Walden, Berlin-Neukölln, Die Frauen im Bauhaus
- 2017 Galerie Woyy, Berlin, Ausstellung und Kunstaktion, Hommage an Frida Kahlo und andere Frauen der Kunstgeschichte
- 2015 Kunstraum Gerry Wruss, Venedig, Italien, Hommage á Peggy Guggenheim
- 2013 Galerie „Reinraum“, Düsseldorf, Divamania, Ausstellung und Kunstaktion
- 2012 „Galerii Fotografi Miasta Rzeszowa“, Rzeszow, Polen, Werkschau 2007-2012
- 2010 Galerie „Su de Coucou“, Berlin, Werkschau 1999-2009
- 2007 „Zur goldenen Languste“, Graz, Österreich, Ausstellung und Kunstaktion „Die Einverleibung der Angelika Kaufmann“
- 2007 Das Labor, Berlin-Neukölln, Zuchthausköder, Ausstellung und Kunstaktion

### Gruppenausstellungen (Auswahl)
- 2020 Offene Ateliers Brandenburg, Atelierhof Werenzhain (Elbe-Elster)[45]
- 2020 Across the Pane: The Art of Djuna Barnes, art gallery Universität Maryland, USA
- 2019 art space BARBICHE, Berlin, CROSS-OVER-ME
- 2018 art space BARBICHE, Berlin, Hommage á Palomo Spain
- 2017 KINDL Zentrum für zeitgenössische Kunst, Berlin, Up and Down - kuratiert von An Paynhuesen, Installation California Roll Inside Out
- 2016 Galerie „K-Salon“, Berlin, GOLDTRAIN, Bildserie & Performance „Die Fütterung des Goldmonds“
- 2015 Stiftung Starke, Löwenpalais, Berlin, Beteiligung an der Weihnachtsausstellung
- 2014 The Ballery, Berlin-Schöneberg, Teilnahme an der Winter Art Fair
- 2012 GRID Fotobiennale Amsterdam, P60, Niederlande, Ausstellung „Divamania“
- 2011 Aktuelle Kunst, Graz, Österreich, Memory, Ausstellung aller 36 Queen Barbie Logenhefte, kuratiert von Elisabeth Fiedler
- 2007 „Black Box Theatre“, Oslo, Norwegen + Dom zu Halberstadt, Kunstaktion und Ausstellung „Zuchthausköder“

## Kunstprojekte (Auswahl)
- 2020 EFFIS HAUS, Südbrandenburg
- 2018 Potse reloaded, Berlin-Schöneberg
- 2016 Goldtrain, K-Salon, Bergmannstraße, Berlin
- 2009 Stigma, Performancefestival, SO36, Berlin
- 2008 Ausstellung ROTES HAUS, Kunstraum Kreuzberg, Bethanien Berlin
- 2006 Sonderveranstaltung Melancholie ist Luxus, Neue Nationalgalerie, Ausstellung Melancholie – Genie und Wahnsinn in der Kunst, Berlin
- 2005 Festivalbeitrag, Festival der Regionen, Österreich
- 2004 Festivalbeitrag, Forum Stadtpark, Graz
- 1994 Stipendium MoMa P.S.1 New York und Kultursenat „Boudoir goes Exile“, Konzept und Durchführung für 46 bildende und darstellende Künstler (u. a. mit Phoebe Legere, Carolee Schneemann, Penny Arcade, John Kelly, Colette)
- 1993 Gründung der Queen Barbie Loge